# Énianie
Ainis (en grec ancien : Αἰνίς, IPA: [ajˈniːs], grec moderne : Αινίδα, IPA: [eˈniða]) ou Énianie, est une région de la Grèce antique située près de Lamía dans la Grèce centrale moderne, correspondant à peu près à la haute vallée du Sperchiós.

## Nom
La région tire son nom de la tribu des Énianiens ou Énianes, qui habitait dans la région. Le nom Éniane apparaît pour la première fois à l'époque romaine ; le seul nom antérieur connu de la région était « la terre des Énianiens », Ainianōn khōra (Théopompe).

## Géographie
L'Énianie est située dans la haute vallée du Sperchiós, en bordure de la Dolopie à l'ouest, de l'Œtée au sud, du Malis à l'est et de l'Achaïe au nord. Les frontières exactes avec l'Œtée et le Malis n'ont jamais été établies. Le fleuve Sperchiós coule à travers la région en descendant vers le golfe Maliaque et est rejointe en Énianie par son principal affluent, l'Inachos[Lequel ?]. La zone est limitée au nord par le mont Othrys et à l'ouest par un éperon des montagnes du Pinde, avec le sommet du Tymphreste visible de la majeure partie de la région. Au sud se trouvent les pics de Goulinas et du mont Œta, séparés par la rivière Inachos.
La majeure partie de l'Énianie se compose aujourd'hui d'une plaine fluviale fertile ; ce n'était peut-être pas le cas pendant l'Antiquité. Comme pour la Grèce en général, il y a une certaine activité sismique avec des sources chaudes près du village de Platýstomo. Après l'introduction du chauffage moderne, les contreforts autrefois chauves des montagnes environnantes sont maintenant couverts de fourrés denses de lierre et de figue de Barbarie.

## L'histoire
Plutarque écrit que les Énianiens ont été une fois expulsés de Thessalie par les Lapithes pour errer dans la péninsule grecque jusqu'à ce qu'ils s'installent finalement dans la haute vallée du Sperchiós. Selon Plutarque, lorsque les Énianiens se sont finalement installés dans ce qui allait devenir l'Énianie, la terre était déjà occupée par les Inachiens et les Achéens. Phémios, roi des Énianiens, tua cependant Hyparochos, roi des Inachiens, avec une pierre tandis que ce dernier avait la tête tournée, gagnant ainsi la région pour son peuple.
Les Énianiens ont frappé des pièces de monnaie à Hypata avec la tête de Zeus à l'avers et le légendaire roi Phémios au revers.

## Villes
On sait très peu de choses sur les villes de l'ancienne Énianie, à part celle d'Hypata. Plusieurs polis (Kapheleis, Korophaioi, Phyrrhagioi et Talana) sont mentionnés dans les inscriptions à Delphes, mais à part Hypate, aucune n'a encore été identifié de manière convaincante. En outre, d'autres villes qui n'étaient pas des polis ont été identifiées, notamment Sosthenis et Spercheiai. Une ville plus petite, celle de Makra Kome, est également mentionnée dans un passage de Tite-Live comme ravagée par les Étoliens pendant la Seconde Guerre de Macédoine. Il existe cependant plusieurs sites connus dans la région, pour la plupart de l'époque hellénistique, certains d'entre eux à caractère urbain.

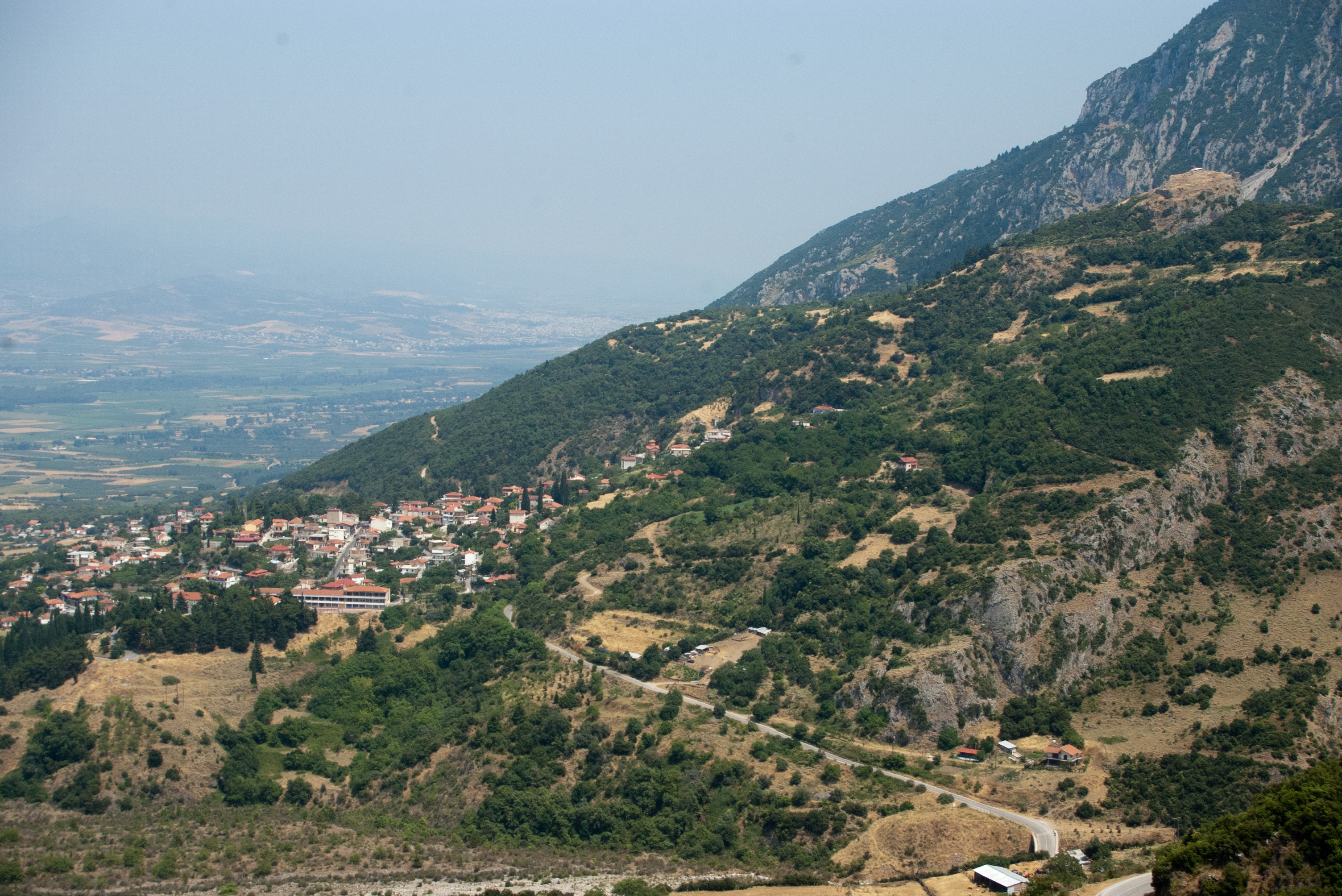
Hypata (Ypáti).

### Hypata
La « capitale » de l'Énianie, Hypata (Ὑπάτα), était située sur le site de la ville moderne d'Ypáti sur le versant nord du mont Œta ; le nom est probablement dérivé d'une corruption de l'hypo Oita (ὑπὸ Οἴτα, signifiant « près du mont Œta »). La ville antique était probablement divisée en une ville fortifiée inférieure située approximativement à l'emplacement de la ville moderne, et une acropole qui est encore visible plus haut dans la montagne. Hormis quelques fortifications et inscriptions et une mosaïque, il reste très peu de la ville antique aujourd'hui ; les voyageurs du début du XXe siècle ont remarqué d'anciens blocs et dalles construits dans les maisons modernes, mais la plupart d'entre eux ont probablement été détruits lorsque la Wehrmacht a démoli la majeure partie de la ville pendant la Seconde Guerre mondiale. La tour dominant de l'acropole est d'une date ultérieure, construite au Moyen Âge. La zone politique d'Hypate s'étendait probablement loin au nord sur la plaine fluviale, qui est également mentionnée dans plusieurs inscriptions. Une route sur le mont Œta menait vers le sud depuis Hypata vers Kallion en Étolie.
La majeure partie de L'âne d'or d'Apulée se déroule dans et autour d'Hypate, qui à l'époque du roman était une ville romaine florissante. Après l'introduction du christianisme, Hypate est devenu un évêché métropolite dans la province romaine d'Achaïe. Dans l'Antiquité tardive, Hypata est devenu le refuge des citoyens de Patras qui ont fui l'invasion slave de la Grèce ; en conséquence la ville a changé son nom en Neopatras (« Nouvelle Patras »), qu'elle a gardée jusqu'à l'établissement de l'état grec moderne au XXe siècle.

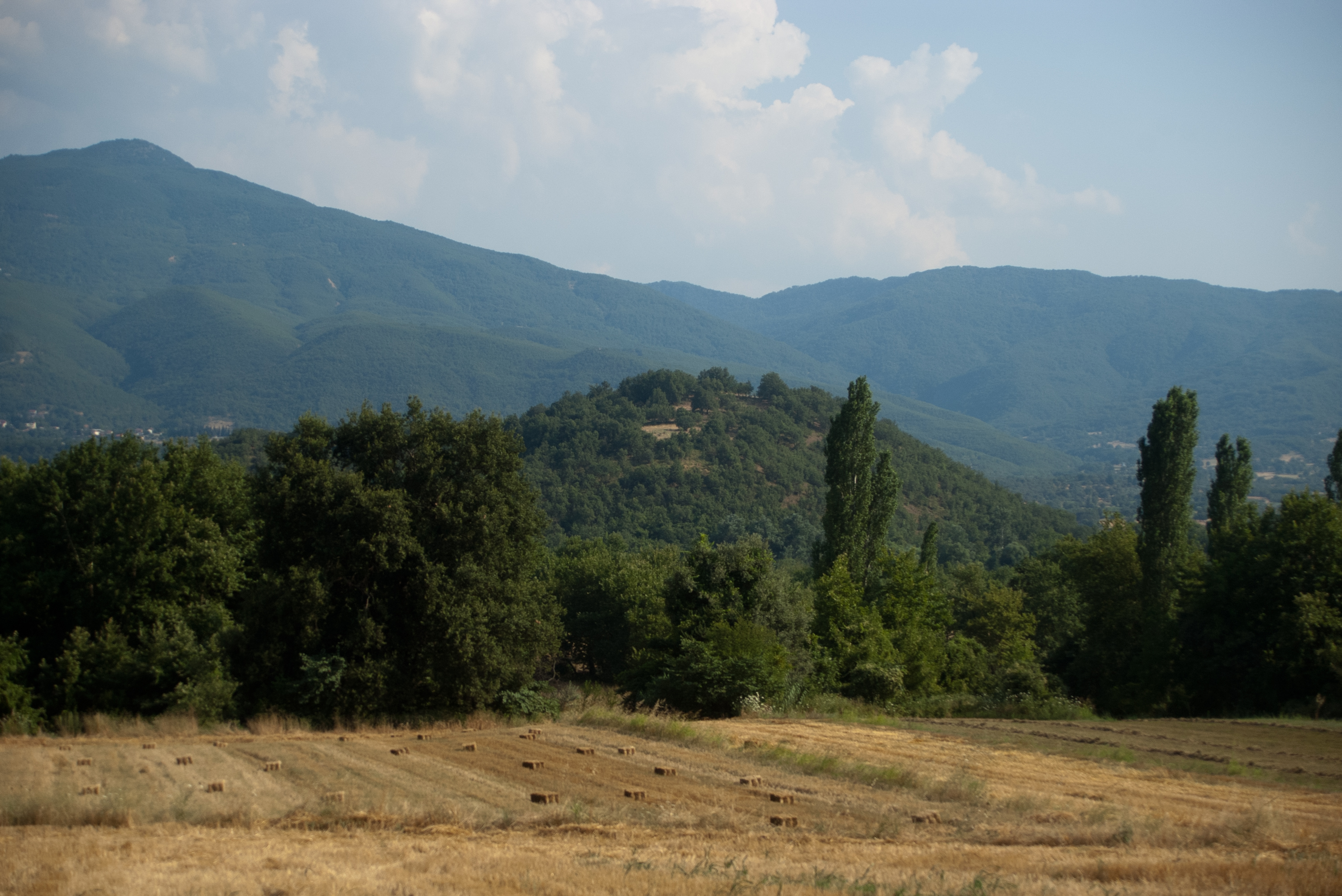
Kastrórachi à partir de Vítoli.

### Kastrórachi
Une colline allongée près du village de Vítoli porte le nom de Kastrórachi (Καστρόραχη, « crête du château »), sur son sommet il y a des restes d'un mur avec de nombreuses tours ainsi qu'une porte impressionnante. Le mur englobe toute la colline, qui a la forme d'un « T » incliné, et n'est conservé que dans une mesure limitée. Aucun reste de structures autres que la paroi du mur n'a été trouvé. L'importance stratégique des fortifications ne doit pas être sous-estimée puisque l'emplacement domine la plaine supérieure de la vallée ainsi que la confluence du Sperchiós avec son affluent, la Papagourna.
L'emplacement est souvent associé à l'ancienne polis de Spercheiai, mais l'identification reste incertaine,.
Stählin, visitant le site au début des années 1910, a écrit qu'il est impossible de voir si le site était habité dans l'Antiquité en raison de l'utilisation agricole ultérieure de la colline. Il n'a pu trouver que des traces de poterie rougeâtre à cet endroit, qu'il datait de la période hellénistique. Quelques décennies plus tard, Béquignon rapporte que l'état des murs était médiocre, probablement en raison du vol de pierre.

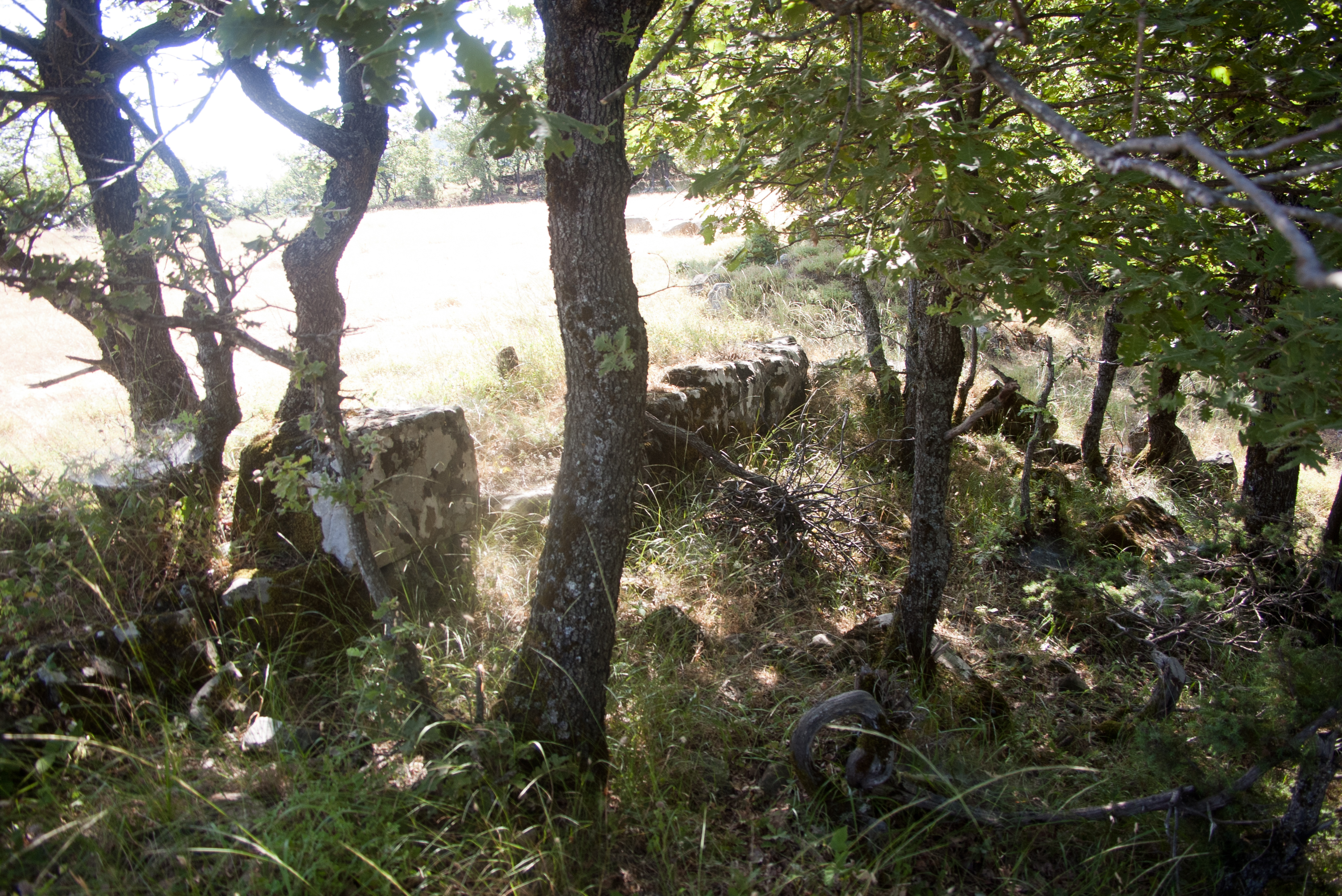
Le site à Áno Fterí.

### Áno Fterí
Juste au sud de Kastrórachi, sur la pente de Fterí, se trouve un autre site de taille considérable, connu sous le nom d'Ellinika. Un mur circulaire s'étend autour d'un plateau entre deux ravins. La vue est assez impressionnante ; tous les sites connus de l'Énianie sont visibles depuis cet endroit, ce qui en fait un lieu d'importance stratégique.
Les restes d'Ano Fterí, comme c'est aussi le cas de Kastrórachi, ont été liés à l'ancienne polis de Spercheiai, mais cette théorie n'a pas encore été prouvée. Le corps d'une statue féminine en tuf a été retrouvé ici vers 1973, aucune autre découverte n'a été publiée. Béquignon a présenté le site comme un simple poste d'observation et non comme une position de défense.

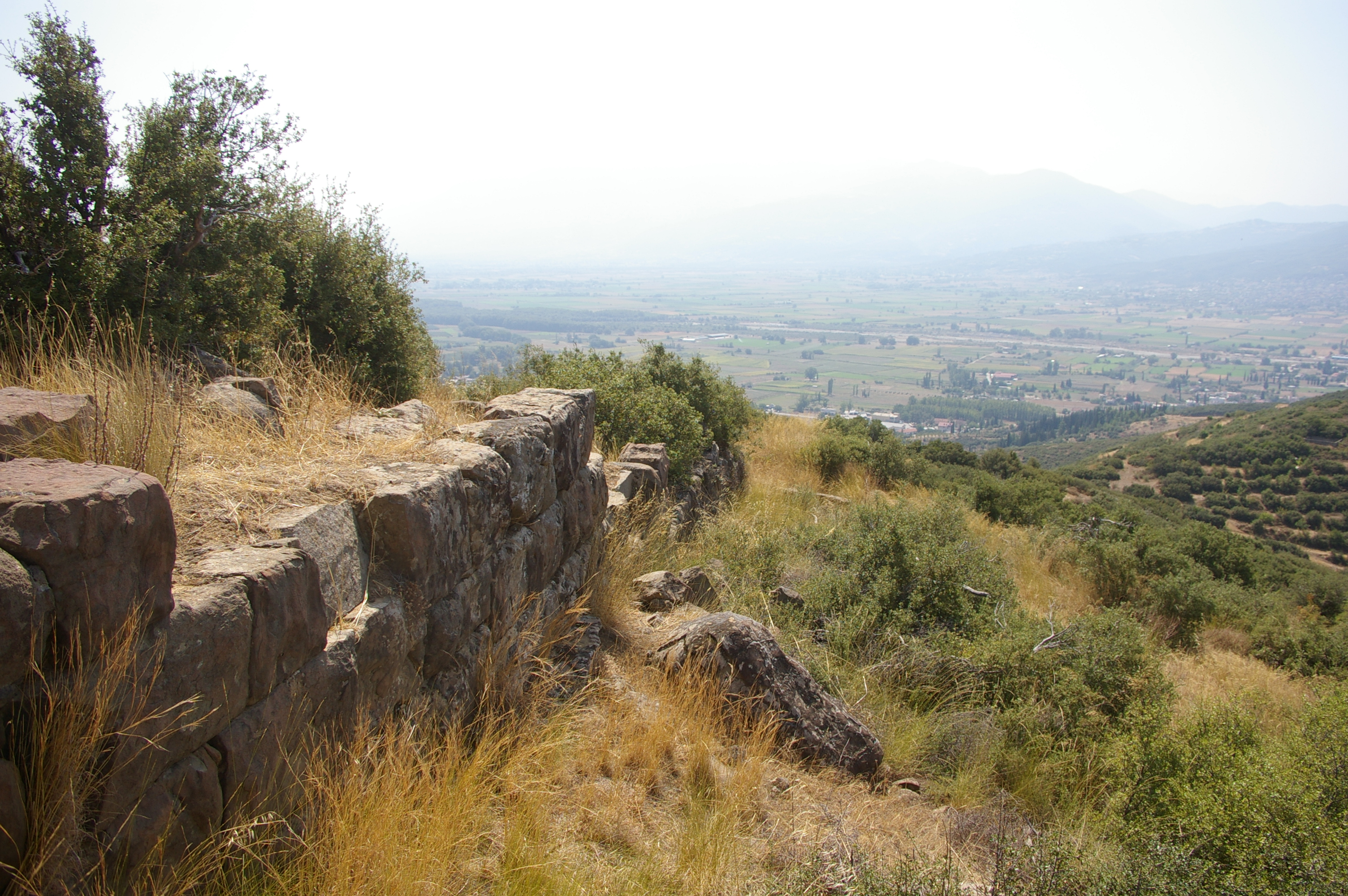
Vue depuis Profítis Ilías.

Située au centre de l'ancienne Énianie, la colline du Profítis Ilías (Προφήτης Ηλίας) surplombe la plupart des basses plaines du Sperchiós et garde le col de Giannitsoú, menant au nord de la Thessalie. Un mur circulaire entoure les deux sommets de la colline, créant une double acropole avec une selle peu profonde entre les deux. Il reste peu à voir sur le site ; la majeure partie du mur circulaire a disparu, la partie la plus marquante étant située le long du versant sud-ouest avec plusieurs fondations de tours. Béquignon indique qu'il y avait des restes de fondations de maisons, principalement sur le pic nord au moment de sa visite dans les années 1920.
Dans les contreforts et dans la plaine en contrebas de la colline, Georges Roux a noté en 1954 des vestiges d'une possible ville basse, ainsi que du matériel épigraphique dans le village voisin de Platýstomo. Roux et la plupart des autres savants du début du XXe siècle ont interprété les restes de Profítis Ilías comme les restes de Makra Kōmē (Μακρὰ Κώμη),, brièvement mentionné par Tite - Live, et la ville voisine de Varybombi a depuis changé son nom en Makrakomi ensuite.
Stählin, Béquignon et Roux datent tous les vestiges du Profítis Ilías de la période hellénistique (fin du IVe  au début du  IIe siècle av. J.-C.), c'est un avis étayé par des découvertes provenant de fouilles menées par l'éphorat local du service archéologique grec de Lamía dans les années 1970. Cela a été contesté par certains auteurs locaux qui affirment que la colline est l'emplacement de la Phthie semi-mythique, la patrie d'Achille. Cela est basé cependant sur des lectures philologiques et n'est étayé par aucune preuve archéologique.
Le site du Profítis Ilías fait actuellement l'objet d'une enquête archéologique menée par le 14e Éphorat de Lamía et l'Institut suédois d'Athènes.